# Jasper Blystone
Jasper Blystone (30 octobre 1899, Rice Lake (Wisconsin) - 24 septembre 1965, Los Angeles, Californie) est un assistant réalisateur américain.

## Filmographie partielle

### Comme assistant-réalisateur
- 1937 : Quarante-cinq Papas (45 Fathers) de James Tinling
- 1938 : Sharpshooters de James Tinling
- 1941 : Le Dragon récalcitrant d'Hamilton Luske (animation) et Alfred L. Werker (prises de vues réelles)
- 1942 : Sundown Jim de James Tinling